# Abbaye de Baumburg
 (février 2016).
Si vous disposez d'ouvrages ou d'articles de référence ou si vous connaissez des sites web de qualité traitant du thème abordé ici, merci de compléter l'article en donnant les références utiles à sa vérifiabilité et en les liant à la section « Notes et références ».
L'abbaye de Baumburg est une ancienne abbaye des chanoines réguliers de saint Augustin située en Bavière au nord de l'arrondissement de Traunstein. Elle fut sécularisée après le recès d'Empire de 1803, confisquant les biens des congrégations. L'ancienne église abbatiale dépend aujourd'hui du doyenné issu du regroupement paroissial du nord du Chiemgau.

## Historique

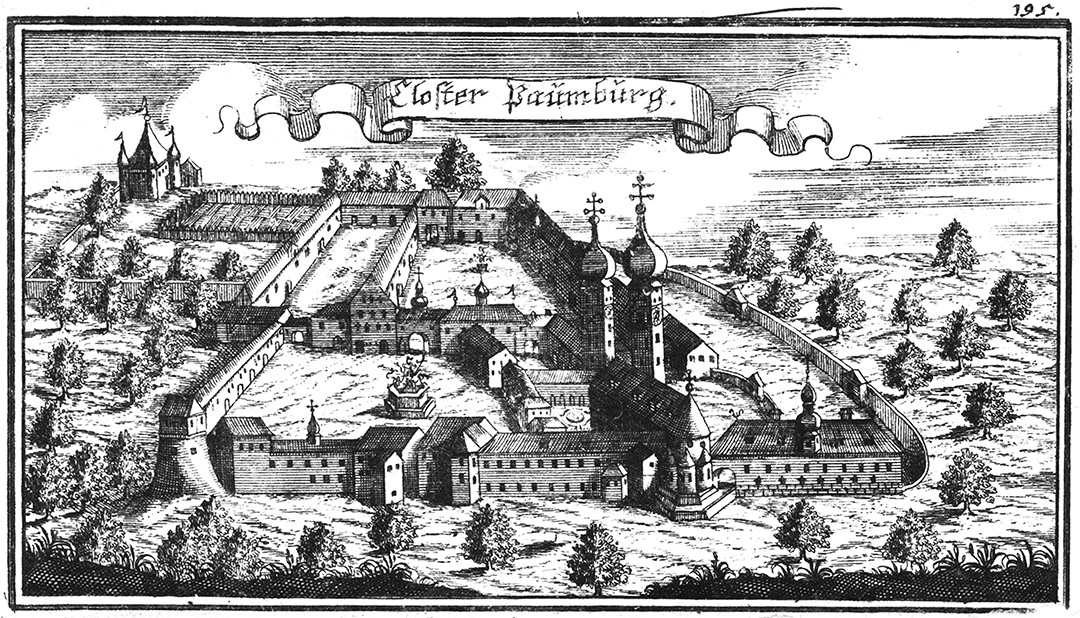
L'abbaye de Baumburg en 1687

L'abbaye Sainte-Marguerite a été fondée entre 1107 et 1109 par le comte Bérenger Ier de Sulzbach, en mémoire de son épouse décédée, née Adélaïde de Megling-Frontehausen. Il prend conseil auprès d'Eberwin de Berchtesgaden qu'il installe comme prévôt de l'abbaye. Celui-ci s'entoure d'une groupe de chanoines réguliers, issus de ceux qu'il avait installés à la nouvelle fondation de Berchtesgaden (qui donnera naissance à la principauté ecclésiale du même nom) dépendant de l'abbaye de Rottenbuch. C'est ainsi que la nouvelle abbaye de Baumburg bénéficie à sa fondation de domaines ayant appartenu à Berchtesgaden. Quelques années plus tard, Eberwin retourne à Berchtesgaden pour en faire une abbaye autonome. Gottschalk (1120-1163) est le premier prévôt. Après la mort de Bérenger en 1125 les liens entre les deux abbayes sont encore renforcés, ce qui est confirmé par Innocent III en 1142.
Les chanoines s'occupent du soin des âmes des paroisses de Baumburg-Altenmarkt, Sankt Georgen, Truchtlaching, Traunwalchen, Neuenchiming, Kienberg, Poing et Haberskirchen et d'autres villages de Basse-Bavière. L'école de l'abbaye revêt une signification importante pour la région; elle est fréquentée par les fils de la noblesse locale. Les prévôts obtiennent le droit de porter le titre d'abbé en 1367.
Comme d'autres, Baumburg connaît des années de décadence spirituelle et économique à la fin du XVe siècle. Elle est donc placée entre 1536 et 1538 sous l'administration du prévôt de Berchtesgaden, plus tard prince-prévôt Wolfgang II. De plus elle doit subir trois incendies au XVIe siècle, si bien qu'en 1579, il ne reste que trois chanoines augustins. Baumburg connaît une période de renouveau dans la seconde moitié du XVIe siècle et son école retrouve la réputation qu'elle avait eue deux siècles auparavant. Le nombre de chanoines augmente.
L'abbaye est sécularisée en 1803 pour permettre au futur roi de Bavière de se rembourser des dettes contractées pendant les guerres napoléoniennes. L'église devient une église paroissiale d'Altenmarkt et un certain nombre de bâtiments abbatiaux sont démolis. Une aile subsistante sert de presbytère depuis 1910, une autre a longtemps servi d'établissement scolaire aux Sœurs de Lorette (dites Demoiselles anglaises). C'est aujourd'hui un établissement hôtelier. Le bâtiment de l'ancienne brasserie du monastère, fondée en 1612, est aujourd'hui une demeure privée.

## Architecture
Une première église est construite en 1129 consacrée à saint Nicolas. Elle laisse la place en 1156 à une église romane de plan basilical dédiée à sainte Marguerite. La comtesse Adélaïde, fondatrice, est enterrée à la crypte.
Les bâtiments abbatiaux, anciennement gothiques, sont entièrement reconstruits en style baroque dans les années 1600 et l'église est baroquisée. C'est à cette époque que les tours jumelles prennent leur aspect actuel avec leur bulbe. Franz Alois Mayr réaménage l'église en rococo à partir de 1755. Les fresques sont de Felix Anton Scheffler.